# Leopold Edin
Arvid Leopold Edin, född 15 mars 1872 i Stockholm, död 23 mars 1930 i Ljusterö församling, var en svensk skådespelare.

## Filmografi
- 1926 – Fänrik Ståls sägner-del I
- 1928 – Gustaf Wasa del II

## Teater

### Roller (ej komplett)
| År   | Roll                       | Produktion                                                                    | Regi         | Teater                |
| ---- | -------------------------- | ----------------------------------------------------------------------------- | ------------ | --------------------- |
| 1922 |                            | Anna-Lenas friare Gideon Wahlberg                                             | Leopold Edin | Söders friluftsteater |
| 1922 |                            | Baldevins bröllop (Baldevins bryllup) Vilhelm Krag                            | Leopold Edin | Lilla Folkteatern     |
| 1922 |                            | På livets solsida (Auf der Sonnenseite) Oscar Blumenthal och Gustav Kadelburg |              | Lilla Folkteatern     |
| 1923 | Doktor John Sommar, läkare | Stiliga Agusta Gustaf af Geijerstam                                           | Leopold Edin | Lilla Folkteatern     |
| 1923 | Lukas Ferm                 | 33,333 Algot Sandberg                                                         | Leopold Edin | Lilla Folkteatern     |
| 1923 |                            | Anna-Lenas friare Gideon Wahlberg                                             | Leopold Edin | Söders friluftsteater |
| 1923 | Joakim Harder              | Miljonär för en dag Fredrik Lindholm                                          | Leopold Edin | Lilla Folkteatern     |
| 1924 |                            | Anna-Lenas friare Gideon Wahlberg                                             | Leopold Edin | Söders friluftsteater |
| 1928 | Mortensen                  | Alexander den Store Gustav Esmann                                             |              | Oscarsteatern         |

### Regi (ej komplett)
| År   | Produktion                          | Upphovsmän                                | Teater                |
| ---- | ----------------------------------- | ----------------------------------------- | --------------------- |
| 1922 | Anna-Lenas friare                   | Gideon Wahlberg                           | Söders friluftsteater |
| 1922 | Baldevins bröllop Baldevins bryllup | Vilhelm Krag Översättning Emil Grandinson | Lilla Folkteatern     |
| 1923 | Stiliga Agusta                      | Gustaf af Geijerstam                      | Lilla Folkteatern     |
| 1923 | 33,333                              | Algot Sandberg                            | Lilla Folkteatern     |
| 1923 | Miljonär för en dag                 | Fredrik Lindholm                          | Lilla Folkteatern     |

### Fotnoter
1. ↑  ”Leopold Edin”. Svensk Filmdatabas. http://www.sfi.se/sv/svensk-filmdatabas/Item/?type=PERSON&itemid=58913&ref=%2ftemplates%2fSwedishFilmSearchResult.aspx%3fid%3d1225%26epslanguage%3dsv%26searchword%3dLeopold+Edin%26type%3dPerson%26match%3dBegin%26page%3d1%26prom%3dFalse. Läst 23 februari 2013.
2. ↑  Ax. A. (7 augusti 1922). ”Konst och Teater: Anna-Lenas friare”. Arbetaren:  s. 5. https://tidningar.kb.se/w9lzq8dmt440wf18/part/1/page/5. Läst 7 augusti 2025.
3. ↑  Ax (3 november 1922). ”'Baldevins bröllop' på Lilla Folkteatern: Ny regim och en storartad skrattsuccès”. Arbetet:  s. 5. https://tidningar.kb.se/n2czdf35l3lnq8fq/part/1/page/5. Läst 3 augusti 2025.
4. 1 2  -if- (3 november 1922). ”Tilja o Tribun: Premiär på Lilla folkteatern”. Svenska Dagbladet:  s. 9. https://tidningar.kb.se/1kcg7fqc2217q7l/part/1/page/9. Läst 3 augusti 2025.
5. ↑  Bo Bergman (8 november 1922). ”Teater och Musik”. Dagens Nyheter:  s. 9. https://arkivet.dn.se/tidning/1922-11-08/11161-302/9. Läst 25 juli 2025.
6. ↑  ”Tilja o Tribun: Lilla folkteatern”. Svenska Dagbladet:  s. 8. 12 december 1922. https://tidningar.kb.se/7rknfmzk3kd98z4/part/1/page/8. Läst 3 augusti 2025.
7. ↑  ”Stiliga Augusta”. Musik- och Teaterverket. https://calmview.musikverk.se/CalmView/Record.aspx?src=CalmView.Performance&id=P13008&pos=1. Läst 25 juli 2025.
8. ↑  ”Genom passagen: 'Stiliga Augusta'”. Aftonbladet:  s. 5. 13 januari 1923. https://tidningar.kb.se/n603rpg04mz49g0/part/1/page/5. Läst 3 augusti 2025.
9. ↑  ”Tilja o Tribun: Lilla folkteatern”. Svenska Dagbladet:  s. 9. 13 februari 1923. https://tidningar.kb.se/sb4706l42vqvdpg/part/1/page/9. Läst 3 augusti 2025.
10. ↑  -ps- (15 februari 1923). ”Genom passagen: '33,333'”. Aftonbladet:  s. 5. https://tidningar.kb.se/j2vzmqfv475hhlz/part/1/page/5. Läst 3 augusti 2025.
11. ↑  ”Teater Musik: Söders friluftsteater”. Dagens Nyheter:  s. 7. 5 maj 1923. https://tidningar.kb.se/cr2n79v69jdrz0h8/part/1/page/7. Läst 7 augusti 2025.
12. ↑  ”Miljonär för en dag”. Musik- och Teaterverket. https://calmview.musikverk.se/CalmView/Record.aspx?src=CalmView.Performance&id=P13010&pos=2. Läst 25 juli 2025.
13. ↑  ”Teater och Musik: Lilla folkteatern”. Aftonbladet:  s. 8. 13 augusti 1923. https://tidningar.kb.se/zh9d26c9556vm0g/part/1/page/8. Läst 4 augusti 2025.
14. ↑  ”Teater och Musik: Söders friluftsteater”. Dagens Nyheter:  s. 7. 28 maj 1924. https://tidningar.kb.se/dxqthlkq2hn0325/part/1/page/7. Läst 7 augusti 2025.
15. ↑  ”Teaterannons”. Svenska Dagbladet:  s. 12. 11 januari 1923. https://tidningar.kb.se/m5z2t1cz5rr9r06/part/1/page/12. Läst 3 augusti 2025.